# 巴西斯诺克

巴西斯诺克初始台面

巴西斯诺克（葡萄牙語：Sinuca brasileira）是流行于巴西联邦共和国的一种台球游戏，为斯诺克的一类变体。红球只使用1颗，彩球的数量与传统斯诺克一样为6颗，各球的分值也与传统斯诺克相同（ 红球 = 1分， 黄球 = 2分， 绿球 = 3分， 咖啡球 = 4分， 蓝球 = 5分， 粉球 = 6分， 黑球 = 7分）。

## 简要规则
- 彩球的初始放置位置与传统斯诺克相同，红球放置在粉球距右边库距离的中间点，母球被放置在开球区（D形区）中。
- 每场比赛的第一杆必须击打红球，但不允许将红球打进球袋，也不允许给对方做“斯诺克”。
- 每轮击球时，选手可以击打台面上分值最低的球，也可以击打任意分值的球，但击打前必须声明要击打的是哪一颗球，以及要打入哪一个袋口。
- 击打分值最低的球后，若被击打的球没有入袋，被视为正常击球；但击打非分值最低的球后，若被击打的球没有入袋，则会被判为犯规。
- 所有犯规都罚7分。